# Gilles Lellouche
Gilles Lellouche, född 5 juli 1972 i Savigny-sur-Orge, Île-de-France, är en fransk skådespelare och regissör.

## Roller i urval
- 2003 – Älska mig om du törs
- 2006 – Berätta inte för någon
- 2008 – Paris
- 2010 – Små vita lögner
- 2015 – Ring min agent! (TV-serie) (1 avsnitt)
- 2017 – C'est la vie!
- 2017 – The Man with the Iron Heart
- 2018 – I trygga händer
- 2023 – En doft av kärlek – Pot au Feu
- 2023 – Asterix & Obelix: I drakens rike
- 2025 – Asterix & Obelix: Tvekampen

## Regi i urval
- 2004 – Narco
- 2012 – De otrogna (episoden "Las Vegas")
- 2018 – Sink or Swim (även manus)